# Les Islettes
Islettes – miejscowość i gmina we Francji, w regionie Grand Est, w departamencie Moza.
Według danych na rok 1990 gminę zamieszkiwało 815 osób, a gęstość zaludnienia wynosiła 147 osób/km² (wśród 2335 gmin Lotaryngii Islettes plasuje się na 428. miejscu pod względem liczby ludności, natomiast pod względem powierzchni na miejscu 962.).